# Ара Аудио-видео
„Ара Аудио-видео“ е музикална компания в София, България.
Компанията е създадена от Виктор и Ненчо Касъмови през 1994 година. Продуцира попфолк изпълнители, които в медийното пространство се изявяват по „Фен ТВ“ и „Балканика ТВ“. През 2007 г. компанията се разделя на „Ара Мюзик“ и „Диапазон Рекърдс“.

## Изпълнители

### Солови изпълнители
- Алисия
- Елица
- Емилиано
- Емрах
- Малена
- Румина
- Синан
- Стилиян
- Теодора
- Тиана
- Тони Стораро
- Фики

### Фолклорни изпълнители
- Галина Димитрова
- Гуна Иванова
- Дафина Димитрова
- Иван Паланов
- Илиян Йорданов
- Мелек Ерен
- Мира Захариева
- Стоян Петков
- Филип Синапов
- Хамид Имамски

### Фолклорни оркестри, дуети и групи
- Ива и Велислава Костадинови
- дует Пирин

### Поп изпълнители
- Дарко

### Бивши изпълнители на Ара Аудио-видео
- Аделина - В Ара-Аудио-видео само 2005
- Адриана – В Ара Аудио-видео от 2012 до 2017
- Азис – в Ара Аудио-видео от 2011 до 2016
- Албена – в Ара Аудио-видео от 2004 до 2009
- Алекса – в Ара Аудио-видео от 2014 до 2018
- Александра – в Ара Аудио-видео от 2014 до 2020
- Александър – в Ара Аудио-видео от 2014 до 2016
- Анджелина – в Ара Аудио-видео от 2005 до 2006
- Ангел – в Ара Аудио-видео от 2010 до 2015
- Анна – в Ара Аудио-видео от 2003 до 2015
- Антонина – в Ара Аудио-видео от 2012 до 2013
- Ашли – в Ара Аудио-видео от 2014 до 2022
- Биляна Манолова – в Ара Аудио-видео от 2011 до 2013
- Бриана – в Ара Аудио-видео от 2007 до 2009
- Буболина – в Ара Аудио-видео от 2001 до 2003
- Валентина – в Ара Аудио-видео от 2009 до 2011
- Ванина – в Ара Аудио-видео от 2007 до 2009
- Ванеса – в Ара Аудио-видео от 2012 до 2018
- Ваня – в Ара Аудио-видео от 2010 до 2014
- Веселина – в Ара Аудио-видео само 2000
- Веселина – в Ара Аудио-видео от 2011 до 2017
- Веско – в Ара Аудио-видео само 2000
- Вероника – в Ара Аудио-видео от 2009 до 2011
- Виктория – в Ара Аудио-видео от 2009 до 2014
- Виолета – в Ара Аудио-видео от 2005 до 2009
- Влади Априлов – в Ара Аудио-видео от 1997 до 2000
- Габриела – в Ара Аудио-видео от 2008 до 2009
- Гергана Димова – в Ара Аудио-видео от 2013 до 2019
- Даниела Никифорова – в Ара Аудио-видео от 1996 до 2000
- Данита – в Ара Аудио-видео 2005 до 2006
- Дебора – в Ара Аудио-видео от 2009 до 2016
- Деница – в Ара Аудио-видео от 2004 до 2005
- Деси – в Ара Аудио-видео от 2000 до 2004
- Десита – в Ара Аудио-видео от 2002 до 2004
- Джаго – В Ара Аудио-видео само 2000
- Джина Стоева – в Ара Аудио-видео от 2000 до 2015
- Джоанна – в Ара Аудио-видео от 2010 до 2013
- Джони – в Ара Аудио-видео от 1997 до 2007; от 2020 до 2023
- Джордан – в Ара Аудио-видео от 2006 до 2013
- Джорджия – в Ара Аудио-видео от 2012 до 2013
- Дилан – в Ара Аудио-видео от 2009 до 2012
- Доан – В Ара Аудио-видео от 2003 до 2007; от 2017 до 2018
- Дора Костова – в Ара Аудио-видео от 2001 до 2005
- Евита – в Ара Аудио-видео от 2002 до 2005
- Елена – в Ара Аудио-видео от 2000 до 2001
- Емануела – в Ара Аудио-видео от 2006 до 2015
- Ерик – в Ара Аудио-видео само 2002; от 2007 до 2019
- Ети – в Ара Аудио-видео от 1998 до 1999
- Жанина – в Ара Аудио-видео само 2002
- Жоро – в Ара Аудио-видео от 1998 до 2000
- Зара – в Ара Аудио-видео от 2001 до 2002
- Зинко – в Ара Аудио-видео от 1997 до 2000
- Зорница – в Ара Аудио-видео само 2004
- Ивайла – в Ара Аудио-видео от 2015 до 2019
- Ивена – в Ара Аудио-видео от 2002 до 2015
- Иво Танев – в Ара Аудио-видео от 1997 до 2000
- Ирена – в Ара Аудио-видео от 2014 до 2016
- Ина – В Ара Аудио-видео от 1999 до 2006; 2009
- Кали – в Ара Аудио-видео от 2004 до 2009
- Карлос – в Ара Аудио-видео от 2008 до 2009
- Кати – в Ара Аудио-видео от 1999 до 2006
- Кондьо – в Ара Аудио-видео от 1998 до 2018
- Кристиана – в Ара Аудио-видео от 2009 до 2012
- Кристиан – в Ара Аудио-видео от 2012 до 2017
- Кристина – в Ара Аудио-видео от 2012 до 2015
- Кристина – в Ара Аудио-видео от 2002 до 2005
- Крум – в Ара Аудио-видео от 2007 до 2012; от 2020 до 2021
- Лина – в Ара Аудио-видео от 2023 до 2024
- Лия – в Ара Аудио-видео от 1995 до 2004
- Луна – в Ара Аудио-видео от 2001 до 2002
- Люси Манолова – в Ара Аудио-видео от 2014 до 2016
- Марая – в Ара Аудио-видео от 2010 до 2013
- Марая – в Ара Аудио-видео от 2018 до 2019
- Марго – в Ара Аудио-видео само 2011
- Марио – в Ара Аудио-видео 2005 до 2006
- Мая – в Ара Аудио-видео от 1999 до 2000
- Мира – в Ара Аудио-видео от 2012 до 2024
- Миро – в Ара Аудио-видео само 2000
- Моника – в Ара Аудио-видео от 2005 до 2007
- Мути – в Ара Аудио-видео от 2000 до 2001
- Нанси – в Ара Аудио-видео от 2018 до 2019
- Наско Терзиев – в Ара Аудио-видео от 2013 до 2015
- Николета – в Ара Аудио-видео от 2015 до 2017
- Нина – в Ара Аудио-видео от 2000 до 2001
- Панко – в Ара Аудио-видео от 1999 до 2005 († 2018)
- Пепа – в Ара Аудио-видео от 2006 до 2013
- Петьо Стратиев – в Ара Аудио-видео от 2011 до 2012
- Рени – в Ара Аудио-видео от 2009 до 2013
- Рики – в Ара Аудио-видео от 1998 до 1999
- Румяна Тодорова – в Ара Аудио-видео от 2000 до 2006
- Саманта – в Ара Аудио-видео само 2009
- Самар – в Ара Аудио-видео от 2023 до 2024
- Сани – в Ара Аудио-видео от 1997 до 2001
- Сашка Васева – в Ара Аудио-видео само 1995
- Сашо Роман – в Ара Аудио-видео само 1995
- Севда – в Ара Аудио-видео само 1998
- Симона – в Ара Аудио-видео от 2002 до 2004
- Сиси – в Ара Аудио-видео от 2000 до 2001
- Славена – в Ара Аудио-видео от 2008 до 2015
- Слави – в Ара Аудио-видео от 1998 до 1999
- Софи Маринова – в Ара Аудио-видео от 1996 до 2004
- Стефани – в Ара Аудио-видео от 2008 до 2015
- Таня Боева – В Ара Аудио-видео от 2010 до 2012
- Тина – в Ара Аудио-видео само 2000
- Цеца – в Ара Аудио-видео от 2005 до 2006
- Цецо – в Ара Аудио-видео от 1998 до 2004
- Цецо – в Ара Аудио-видео от 2015 до 2016

### Бивши оркестри, дуети и групи на Ара Аудио-видео
- дует Елит – В Ара Аудио-видео от 1998 до 2000
- Caramel – в Ара Аудио-видео от 2015 до 2018
- дует Кис – В Ара Аудио-видео само 2001
- Лолуги – В Ара Аудио-видео от 1997 до 2000
- Марко и Снежина – В Ара Аудио-видео само 1997
- Румен и Пауталия – В Ара Аудио-видео от 1997 до 1998
- Спасителките – В Ара Аудио-видео от 2005 до 2007
- орк. Супер Експрес – В Ара Аудио-видео от 1996 до 2003
- Южен вятър – В Ара Аудио-видео от 1996 до 2000

### Фолклорни изпълнители, оркестри, дуети и групи, напуснали Ара Аудио-видео
- Ана-Мария – в Ара Аудио-видео от 2007 до 2011
- Васил Вълканов – в Ара Аудио-видео от 2004 до 2008
- Васко Лазаров – в Ара Аудио-видео от 2004 до 2005
- Володя Стоянов – в Ара Аудио-видео от 1994 до 2007
- Георги Жбантов – в Ара Аудио-видео от 2000 до 2007
- Дения Пенчева – в Ара Аудио-видео от 2008 до 2018
- Дует Спасови – в Ара Аудио-видео от 2004 до 2008
- Надя Евтимова – в Ара Аудио-видео от 2002 до 2007
- Николина Чакърдъкова – в Ара Аудио-видео от 2000 до 2007
- Радостина Паньова – в Ара Аудио-видео от 2005 до 2022
- Райко Кирилов – в Ара Аудио-видео от 2000 до 2007
- Румяна Попова – в Ара Аудио-видео от 2002 до 2022